# Arquidiócesis de Nasáu
La arquidiócesis de Nasáu (en latín: Archidioecesis Nassaviensis y en inglés: Roman Catholic Archdiocese of Nassau) es una circunscripción eclesiástica de la Iglesia católica en Bahamas. Se trata de una arquidiócesis latina, sede metropolitana de la provincia eclesiástica de Nasáu. Desde el 17 de febrero de 2004 su arzobispo es Patrick Christopher Pinder.

## Territorio y organización

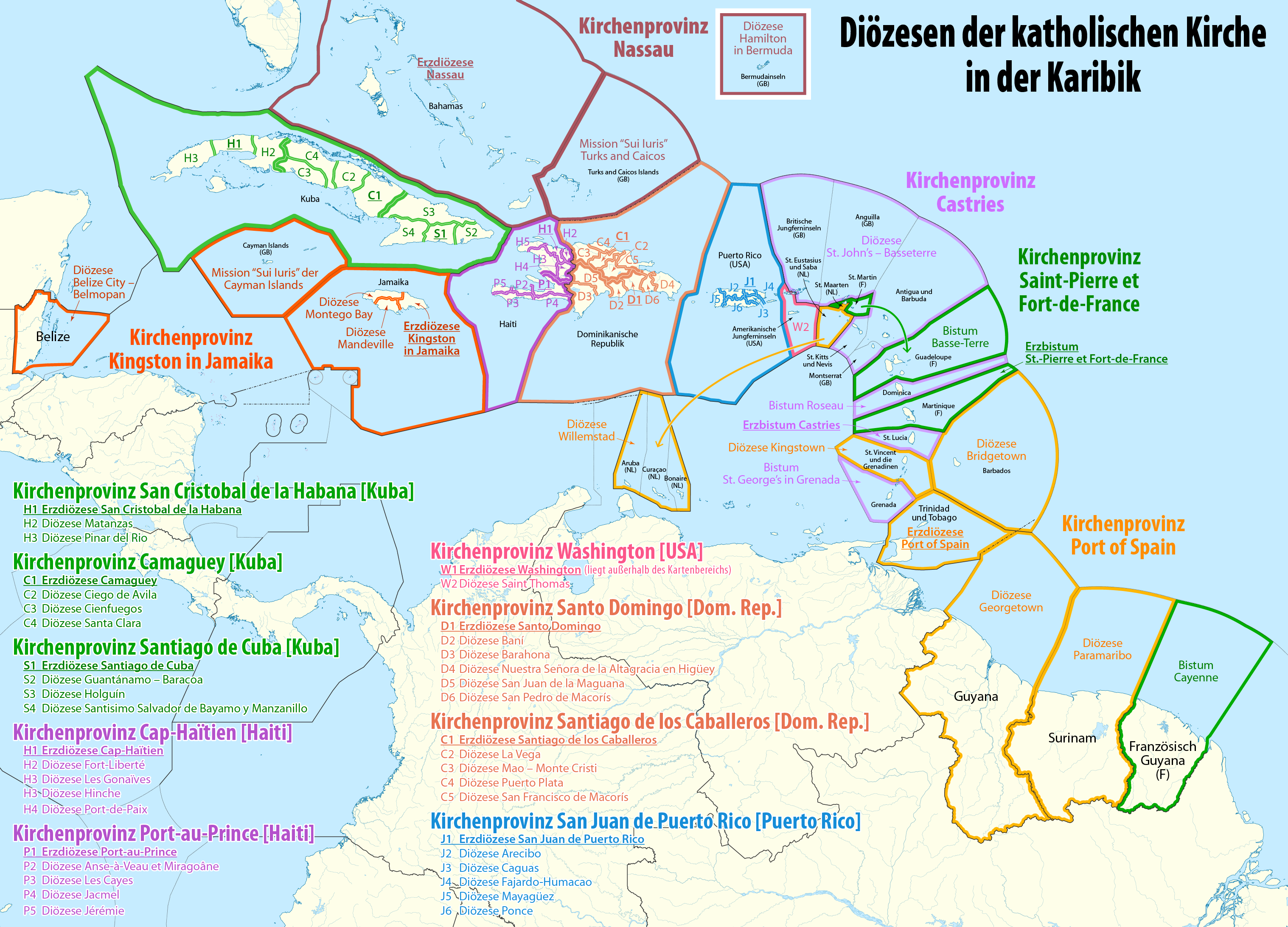
Mapa de las provincias y diócesis de las Antillas (en alemán)

La arquidiócesis tiene 13 878 km² y extiende su jurisdicción sobre los fieles católicos de rito latino residentes en las Bahamas.
La sede de la arquidiócesis se encuentra en la ciudad de Nasáu, en la isla de Nueva Providencia, en donde se halla la Catedral de San Francisco Javier (procatedral hasta el 5 de julio de 1960).
La arquidiócesis tiene como sufragánea a la diócesis de Hamilton en las Bermudas. Está agregada a la provincia eclesiástica la misión sui iuris de las Islas Turcas y Caicos.
En 2023 en la arquidiócesis existían 30 parroquias.

## Historia

### Antecedentes
Desde 1837 las Bahamas formaron parte del vicariato apostólico de Jamaica (hoy arquidiócesis de Kingston en Jamaica).
El 31 de octubre de 1858 la jurisdicción sobre las islas pasó a los obispos de Charleston y el 28 de julio de 1885, a los de Nueva York.

### Sede en Bahamas
La prefectura apostólica de Bahamas fue erigida el 21 de marzo de 1929 mediante la bula Constans Apostolicae Sedis del papa Pío XI desmembrando territorio de la arquidiócesis de Nueva York.
El 15 de enero de 1941, mediante la bula Laeto animo del papa Pío XII, la prefectura apostólica fue elevada a vicariato apostólico y asumió el nombre de vicariato apostólico de las Islas Bahamas.
El 5 de julio de 1960, mediante la bula Sicut grandior del papa Juan XXIII, el vicariato apostólico fue elevado a diócesis y asumió el nombre de diócesis de Nassau.
El 8 de septiembre de 1970, mediante el decreto Cum ad bonum de la Congregación para la Evangelización de los Pueblos, adquirió jurisdicción sobre las islas Turcas y Caicos, que pertenecían a la arquidiócesis de Kingston en Jamaica.
El 10 de junio de 1984 cedió las islas Turcas y Caicos para la erección de la misión sui iuris de las Islas Turcas y Caicos.
El 22 de junio de 1999 la diócesis fue elevada al rango de arquidiócesis metropolitana mediante la bula Ad aptius consulendum del papa Juan Pablo II.

## Estadísticas
Según el Anuario Pontificio 2024 la arquidiócesis tenía a fines de 2023 un total de 52 717 fieles bautizados.
| Año                                                                             | Población            | Población | Población      | Sacerdotes | Sacerdotes    | Sacerdotes    | Bautizados por sacerdote | Diáconos permanentes | Religiosos | Religiosos | Parroquias |
| Año                                                                             | Bautizados católicos | Total     | % de católicos | Total      | Clero secular | Clero regular | Bautizados por sacerdote | Diáconos permanentes | Varones    | Mujeres    | Parroquias |
| ------------------------------------------------------------------------------- | -------------------- | --------- | -------------- | ---------- | ------------- | ------------- | ------------------------ | -------------------- | ---------- | ---------- | ---------- |
| 1950                                                                            | 11 378               | 75 000    | 15.2           | 23         | 1             | 22            | 494                      |                      | 22         | 33         |            |
| 1966                                                                            | 31 637               | 138 000   | 22.9           | 52         | 12            | 40            | 608                      |                      | 20         | 83         | 67         |
| 1970                                                                            | 32 920               | 168 838   | 19.5           | 48         | 12            | 36            | 685                      |                      | 43         | 81         | 60         |
| 1980                                                                            | 31 110               | 238 979   | 13.0           | 33         | 4             | 29            | 942                      | 4                    | 33         | 56         | 29         |
| 1990                                                                            | 45 102               | 248 933   | 18.1           | 36         | 13            | 23            | 1252                     | 5                    | 27         | 45         | 29         |
| 1999                                                                            | 46 922               | 293 261   | 16.0           | 28         | 13            | 15            | 1675                     | 9                    | 15         | 32         | 29         |
| 2000                                                                            | 47 626               | 298 050   | 16.0           | 26         | 12            | 14            | 1831                     | 14                   | 15         | 31         | 30         |
| 2001                                                                            | 47 688               | 298 050   | 16.0           | 27         | 12            | 15            | 1766                     | 14                   | 15         | 30         | 30         |
| 2002                                                                            | 47 688               | 310 000   | 15.4           | 28         | 13            | 15            | 1703                     | 14                   | 15         | 28         | 28         |
| 2003                                                                            | 41 077               | 303 611   | 13.5           | 30         | 16            | 14            | 1369                     | 15                   | 14         | 22         | 30         |
| 2004                                                                            | 48 168               | 320 655   | 15.0           | 29         | 15            | 14            | 1660                     | 13                   | 14         | 28         | 30         |
| 2013                                                                            | 50 202               | 340 400   | 14.7           | 27         | 14            | 13            | 1859                     | 14                   | 14         | 13         | 30         |
| 2016                                                                            | 51 722               | 369 670   | 14.0           | 18         | 14            | 4             | 2873                     | 18                   | 4          | 11         | 30         |
| 2019                                                                            | 52 094               | 353 658   | 14.7           | 22         | 18            | 4             | 2367                     | 19                   | 4          | 11         | 30         |
| 2021                                                                            | 52 332               | 389 482   | 13.4           | 19         | 15            | 4             | 2754                     | 19                   | 4          | 10         | 30         |
| 2023                                                                            | 52 717               | 397 000   | 13.2           | 20         | 17            | 3             | 2625                     | 17                   | 3          | 10         | 30         |
| Fuente: Catholic-Hierarchy, que a su vez toma los datos del Anuario Pontificio. |                      |           |                |            |               |               |                          |                      |            |            |            |

## Episcopologio
- John Bernard Kevenhoerster, O.S.B. † (22 de mayo de 1931-9 de diciembre de 1949 falleció)
- Paul Leonard Hagarty, O.S.B. † (25 de junio de 1950-17 de julio de 1981 renunció)
- Lawrence Aloysius Burke, S.I. † (17 de julio de 1981-17 de febrero de 2004 nombrado arzobispo de Kingston en Jamaica)
- Patrick Christopher Pinder, desde el 17 de febrero de 2004